# Wicken, Northamptonshire
Wicken är en ort och civil parish i Storbritannien.   Den ligger i grevskapet Northamptonshire i riksdelen England, i den södra delen av landet, 80 km nordväst om huvudstaden London. Wicken ligger 91 meter över havet och antalet invånare är 299.
Terrängen runt Wicken är platt. Runt Wicken är det ganska tätbefolkat, med 192 invånare per kvadratkilometer. Närmaste större samhälle är Milton Keynes, 10,8 km öster om Wicken. Trakten runt Wicken består till största delen av jordbruksmark.